# Starmania
Starmania ist eine österreichische Castingshow, die erstmals am 11. November 2002 vom ORF ausgestrahlt wurde. Moderatorin ist Arabella Kiesbauer. 2010 wurde das Format durch Helden von morgen abgelöst. Die Show wurde 2021 als Starmania21 neu aufgelegt. Vergleichbare Formate, die weltweit verkauft werden, sind Pop Idol und The X Factor aus Großbritannien. Der ORF verkaufte das Format auch in die Schweiz, wo es zwischen November 2003 und März 2009 unter dem Titel MusicStar in vier Staffeln ausgestrahlt wurde.

## Erfolg
| Staffel | Jahr    | Gewinner            |
| ------- | ------- | ------------------- |
| 1       | 2002/03 | Michael Tschuggnall |
| 2       | 2003/04 | Verena Pötzl        |
| 3       | 2006/07 | Nadine Beiler       |
| 4       | 2008/09 | Oliver Wimmer       |
| 5       | 2021    | Anna Buchegger      |
| 6       | 2022    | Stefan Eigner       |

Starmania gehört zu den erfolgreichsten Shows, die der ORF jemals ausgestrahlt hat. Bei der Finalsendung der ersten Staffel wurden sechs Millionen Televotes abgegeben. Es siegte Michael Tschuggnall vor Christina Stürmer, deren Karriere sich im Anschluss allerdings als nachhaltiger erwies. Auch andere Teilnehmer konnten hohe Positionen in den österreichischen Charts erreichen. Darüber hinaus waren auch die gemeinsamen Veröffentlichungen der Starmania-Finalisten mit mehreren Top-10-Singles und -Alben erfolgreich.
Auch die weiteren Staffeln waren erfolgreich, die Finalsendung der zweiten Staffel erreichte durchschnittlich 37 Prozent Marktanteil, die Finalsendung der dritten Staffel 40 Prozent. Insgesamt gibt es jedoch einen sinkenden Trend, was die durchschnittliche Anzahl von Sehern betrifft. Während die erste Staffel durchschnittlich 910.000 Zuschauer verzeichnen konnte, waren es bei der zweiten 770.000 und bei der dritten 712.000. Bei der vierten Staffel war das Interesse vergleichsmäßig gering – mitunter verfolgten weniger als 400.000 die Sendung.
Arabella Kiesbauer wurde 2003 gemeinsam mit Show-Entwickler Mischa Zickler für Starmania mit dem österreichischen Fernsehpreis Romy ausgezeichnet. Conchita Wurst, die bei der dritten Staffel von Starmania unter dem Namen Tom Neuwirth bekannt war, gewann den Eurovision Song Contest 2014 in Kopenhagen. Diesen Erfolg wiederholte Johannes Pietsch („JJ“) beim Eurovision Song Contest 2025, Teilnehmer der fünften Staffel von Starmania.

## Kritik
Die Wertung in jeder Show ist nicht objektiv und unabhängig, denn die Punkte der vorangegangenen Shows werden in die Wertung miteinbezogen. Das heißt, Kandidaten mit Startickets sind klar im Vorteil.

„Heute weiß ich: Für den ORF ist es eine Quoten-Show, für ihn bedeuten wir Kandidaten als Menschen nichts“

## Verpflichtungen
Bei der Teilnahme an Starmania gingen die Kandidaten auch vertragliche Verpflichtungen ein. So müssen alle „Starmaniacs“, einschließlich der Vorfinalisten, aus ihren Erlösen im Zusammenhang mit ihrer künstlerischen Tätigkeit (Auftritte, Interviews, Werbeaktivitäten) über einen bestimmten Zeitraum eine vereinbarte Provision an den ORF zahlen.

## Chartplatzierungen

### Alben
| Jahr       | Titel                            | Höchstplatzierung, Gesamtwochen, AuszeichnungChartsChartplatzierungen (Jahr, Titel, Platzierungen, Wochen, Auszeichnungen, Anmerkungen) | Anmerkungen      |
| Jahr       | Titel                            | AT | Anmerkungen      |
| ---------- | -------------------------------- | --- | ---------------- |
| 1. Staffel |                                  | |                  |
|            |                                  | |                  |
| 2003       | Best Of Qualification            | AT2 Gold · (20 Wo.)AT |                  |
| 2003       | Best Of Finals                   | AT1 Platin · (19 Wo.)AT |                  |
| 2003       | Best Of Duets                    | AT1 Platin · (20 Wo.)AT |                  |
| 2003       | New Songs                        | AT1 (19 Wo.)AT |                  |
| 2003       | Starmania – Original Hits Vol. 1 | AT5 (15 Wo.)AT |                  |
| 2003       | Mc Donalds Favorites             | AT— ×2DoppelplatinAT |                  |
| 2. Staffel |                                  | |                  |
|            |                                  | |                  |
| 2003       | Best Of Qualification            | AT42 (7 Wo.)AT | als Starmania NG |
| 2003       | One                              | AT62 (4 Wo.)AT | als Starmania NG |
| 2003       | Two                              | AT31 (9 Wo.)AT | als Starmania NG |
| 2003       | X-Mas Hits                       | AT23 (3 Wo.)AT | als Starmania NG |
| 2003       | Three                            | AT22 (9 Wo.)AT | als Starmania NG |
| 2003       | Starmania – Original Hits Vol. 2 | AT3 (10 Wo.)AT |                  |
| 3. Staffel |                                  | |                  |
|            |                                  | |                  |
| 2006       | The Best                         | AT10 (18 Wo.)AT |                  |
| 2006       | Starmania – Favorites            | AT10 (4 Wo.)AT |                  |
| 2007       | The Very Best                    | AT2 Gold · (12 Wo.)AT |                  |
| 4. Staffel |                                  | |                  |
|            |                                  | |                  |
| 2008       | Das Beste                        | AT12 Gold · (14 Wo.)AT |                  |
| 2009       | Das Beste 2009 & Duette          | AT4 (8 Wo.)AT |                  |

### Singles
| Jahr       | Titel Album           | Höchstplatzierung, Gesamtwochen, AuszeichnungChartsChartplatzierungen (Jahr, Titel, Album, Platzierungen, Wochen, Auszeichnungen, Anmerkungen) | Anmerkungen            |
| Jahr       | Titel Album           | AT | Anmerkungen            |
| ---------- | --------------------- | --- | ---------------------- |
| 1. Staffel |                       | |                        |
|            |                       | |                        |
| 2003       | Stars In Your Eyes –  | AT3 Gold · (19 Wo.)AT | als Starmania Allstars |
| 2003       | Tomorrow’s Heroes –   | AT1 Platin · (17 Wo.)AT | als Starmaniacs        |
| 2003       | Give Peace a Chance – | AT8 (11 Wo.)AT |                        |
| 2. Staffel |                       | |                        |
|            |                       | |                        |
| 2003       | Alles und mehr –      | AT2 Gold · (20 Wo.)AT | als Starmania NG       |
| 3. Staffel |                       | |                        |
|            |                       | |                        |
| 2006       | Sing For Me –         | AT7 (22 Wo.)AT | als Starmaniacs        |